# Allophylaria basalifusca
Allophylaria basalifusca är en svampart som beskrevs av Graddon 1977. Allophylaria basalifusca ingår i släktet Allophylaria och familjen Helotiaceae.   Inga underarter finns listade i Catalogue of Life.